# Gerard McSorley
Gerard McSorley (irisch Gearóid Mac Somhairle; * 1950 in Omagh, County Tyrone) ist ein nordirischer Schauspieler.
Gerard McSorley ist ein international bekannter Charakterdarsteller bei Theater, Film und Fernsehen. Er ist ein Nachkomme von John McSorley, dem Gründer von McSorley’s Old Ale House, dem ältesten Irishpub in New York. Er lebt in Gweedore, County Donegal, wo er die irische Sprache erlernen will.
Nachdem er eine Christian Brothers School in seiner Heimatstadt besuchte, wechselte er auf das St.Columb’s College in Derry. Danach absolvierte er die Queen’s University in Belfast, wo er unter anderem von Seamus Heaney unterrichtet wurde. In seiner Schauspielkarriere erschien er in vielen Hollywoodfilmen wie Braveheart und Im Namen des Vaters.
2004 übernahm er die Hauptrolle in dem Fernsehdrama Omagh, das die Folgen des Bombenanschlags von Omagh 1998 veranschaulichte. Er ist auch bekannt für seine Darstellung des „Father Todd Unctious“ in einer Episode der Channel-4-Sitcom Father Ted.
Die Rolle des Queenan in The Departed, für die er besetzt wurde, musste er ablehnen. Sein Kollege Martin Sheen übernahm statt seiner die Rolle.
Gerard McSorley war mit Ann Harrison Richie verheiratet. Die Ehe, der drei Kinder entstammen, ist mittlerweile geschieden.

## Filmografie (Auswahl)
- 1979: S.O.S. Titanic
- 1985: Jim Bergerac ermittelt (Bergerac, Fernsehserie, 1 Folge)
- 1988: Ein Mann wie Taffin (Taffin)
- 1994: Im Namen des Vaters (In the Name of the Father)
- 1995: Grenzenloser Hass (Nothing Personal)
- 1995: Eine sachliche Romanze (An Awfully Big Adventure)
- 1995: Braveheart
- 1996: Michael Collins
- 1996: A Christmassy Ted
- 1997: Der Boxer (The Boxer)
- 1997: Der Schlangenkuss (The Serpent’s Kiss)
- 1998: Tanz in die Freiheit (Dancing at Lughnasa)
- 1999: Die Asche meiner Mutter (Angela’s Ashes)
- 1999: Frauen unter sich (Agnes Brown)
- 1999: Felicia, mein Engel (Felicia’s Journey)
- 2000: Ein ganz gewöhnlicher Dieb – Ordinary Decent Criminal (Ordinary Decent Criminal)
- 2002: Bloody Sunday
- 2003: Die Journalistin (Veronica Guerin)
- 2004: Omagh – Das Attentat (Omagh)
- 2004: Inside I’m Dancing
- 2005: Der ewige Gärtner (The Constant Gardener)
- 2006: Middletown
- 2006: The Front Line
- 2007: Hesitation
- 2008: Anton
- 2009: Die Tudors (The Tudors, Fernsehserie, 3 Folgen)
- 2010: Robin Hood
- 2011: Gefährten (War Horse)
- 2016: Lift
- 2018: Penance